# Edward Nawrot
Edward Nawrot (ur. 7 października 1947 w Kobylej Górze, zm. 19 września 2005 w Poznaniu) – polski duchowny katolicki, proboszcz parafii św. Michała Archanioła i Wniebowzięcia Najświętszej Maryi Panny w Kiekrzu od 1 września 1983 do śmierci.

## Życiorys
Maturę złożył w 1965 roku w Liceum Ogólnokształcącym w Ostrzeszowie. 20 maja 1971 roku, po ukończeniu studiów w Arcybiskupim Seminarium Duchownym w Poznaniu, przyjął święcenia kapłańskie. Jako kapłan kontynuował studia specjalistyczne z historii Kościoła. Z tej dziedziny nauki uzyskał magisterium w 1975 roku na Katolickim Uniwersytecie Lubelskim, a doktorat w 1981 roku obronił na Papieskim Wydziale Teologicznym w Poznaniu. Kolokwium habilitacyjne (zatwierdzone przez Centralną Komisję w listopadzie 2000 roku) odbył w Papieskim Wydziale Teologicznym we Wrocławiu.

## Publikacje książkowe
Był autorem ponad stu publikacji, w tym kilku książkowych, głównie z historii Kościoła oraz Wielkopolski. Jego artykuły ukazywały się m.in. w Poznańskich Studiach Teologicznych, Wrocławskim Przeglądzie Teologicznym, Roczniku Kaliskim, Warszawskim Saeculum Christianum i Katechecie. Od 2001 roku wykładał na Uniwersytecie Kardynała Stefana Wyszyńskiego w Warszawie.

## Działalność parafialna
Na terenie swojej parafii wybudował – na gruncie należącym do Akademii Rolniczej w Poznaniu – kościół pod wezwaniem św. Faustyny. Kościół ten konsekrował dnia 5 października 1999 arcybiskup Juliusz Paetz. Dokonał udanej restauracji kościoła pod wezwaniem św. Stanisława Biskupa i Męczennika w Chybach. Przeprowadził gruntowny remont kościoła parafialnego pod wezwaniem św. Michała Archanioła i Wniebowzięcia NMP oraz miejscowej plebanii. Wybudował okazały dom parafialny "Arka", dom przedpogrzebowy oraz parking przykościelny.

## Śmierć i pogrzeb
Zmarł 19 września 2005 po długiej i ciężkiej chorobie. Jego pogrzeb odbył się 22 września 2005 w Kiekrzu pod przewodnictwem biskupa Zdzisława Fortuniaka. Zgodnie z wolą ks. Nawrota otrzymał prosty i skromny nagrobek.